# インドネシア国鉄Rheostatik電車

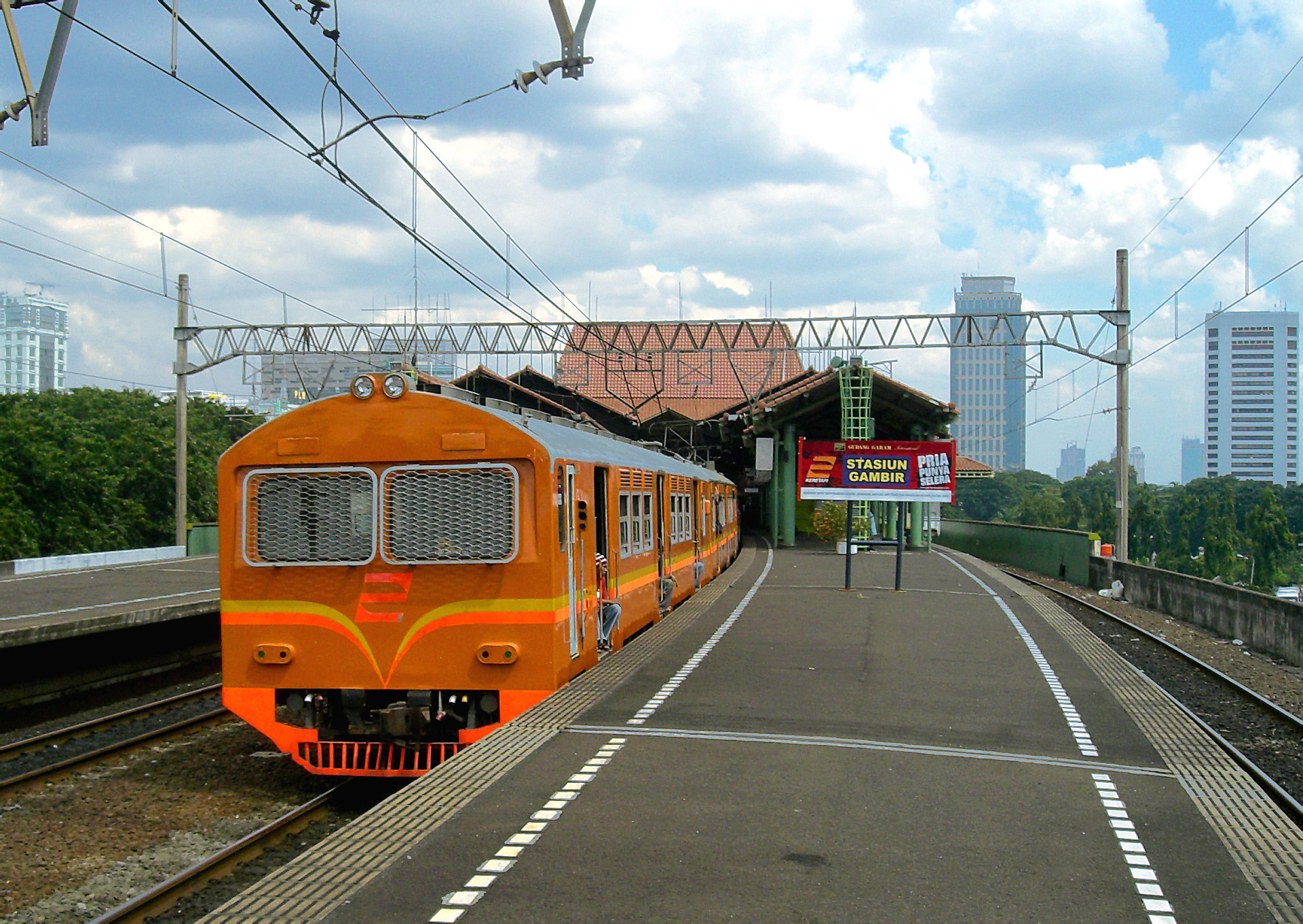
ガンビル駅に停車するKL3形電車

Rheostatik（レオスタティック）は、かつてインドネシアの首都であるジャカルタ都市圏の電化路線（KRLコミューターライン）で運用されていた KL3-76/78/83/84形電車およびKL3-86/87形電車 (ED101系電車) の通称である。

## 導入までの経緯
1970年代中盤までのインドネシア国内の旅客列車はオランダ領東インド時代から続く電気機関車やディーゼル機関車が牽引する客車列車がほとんどで、1977年の時点で電車や気動車といった動力分散方式の列車は西ドイツから輸入した10両のみであった。その状況は首都ジャカルタ都市圏（ジャボタベック圏）も同様であり、1924年に電化が行われながらも主力は電気機関車が牽引する客車列車で、通勤輸送に活かされる事はなかった。そこで、独立後のインドネシアは日本からの円借款による大規模な近代化計画を立ち上げ、駅や線路など施設の改良、ジャボタベック圏の路線の高架化に加え、日本の鉄道車両メーカーが製造した電車や気動車を多数導入する事となった。その中で最初にジャボタベック圏の電化路線に導入されたのが、Rheostatik（レオスタティック）と言う名称で呼ばれた一連の電車である。

## 概要

### KL3-76/78/83/84形
1976年から1984年まで4次に渡って製造が行われた形式。編成は4両編成で内訳は制御車（Tc）＋電動車（M1）＋電動車（M2）＋制御車（Tc）となっており、2編成を連結した8両編成も組成可能である。車体は普通鋼製で、インドネシア独自の建築限界に抵触しないよう窓上寸法の小さな蒲鉾型の屋根となっている。扉はインドネシア初の自動両開き扉が採用され、最初に製造されたKL3-76形のみ片側2扉で位置もプラットホームの高さに合わせた低床式になっている一方、それ以降の車両については片側3扉となっており、位置も可動式ステップが付いた高床式に変更されている。
また、製造当初の前面は日本国有鉄道の103系電車に類似した3枚窓であったが後に2枚窓に改造され、追っていたずらによる投石のからの保護のための金網が設置された。
車体の基本的な構造は同時に製造されたMCW301形・302形気動車と同一であり、保守の簡易化が図られている。
車内は通勤・近郊双方に適した構造となっており、座席配置はセミクロスシート。冷房装置は搭載されていないため天井には扇風機が、屋根上にはガーランド形通風機が設置されている。集電装置（パンタグラフ）は日本国有鉄道PS16に準じたものだが、架線位置が高い箇所に合わせ上昇限度は高めに設計されている。
台車は日本車輌製造が本形式以前の1950年代から1960年代にかけて製造したインドネシア国鉄向け客車に採用されたNT-11形台車を基に、独自の建築限界や不安定な軌道条件を考慮した設計になっているほか、ブレーキ装置の構造の単純化など保守の簡易化も図られている。電気機器についてもオランダから独立した後のインドネシアにおける初の本格的な電車という事を踏まえ、保守・点検の簡易化や熱帯気候下においての運転に適した設計となっている。制御方式は抵抗制御方式を採用しており、電動車（M1）に主抵抗器が設置されている一方、電動車（M2）には電動発電機が搭載されている。

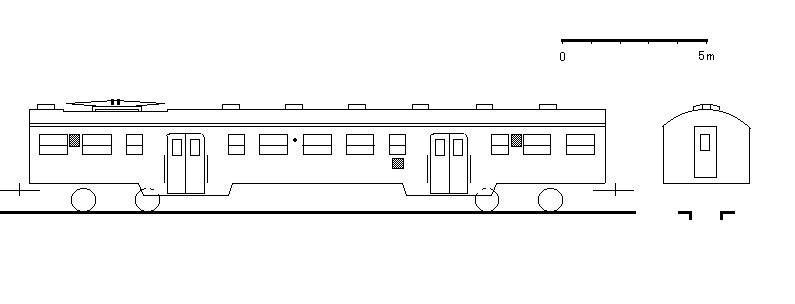
形式図（KL3-76形・電動車）
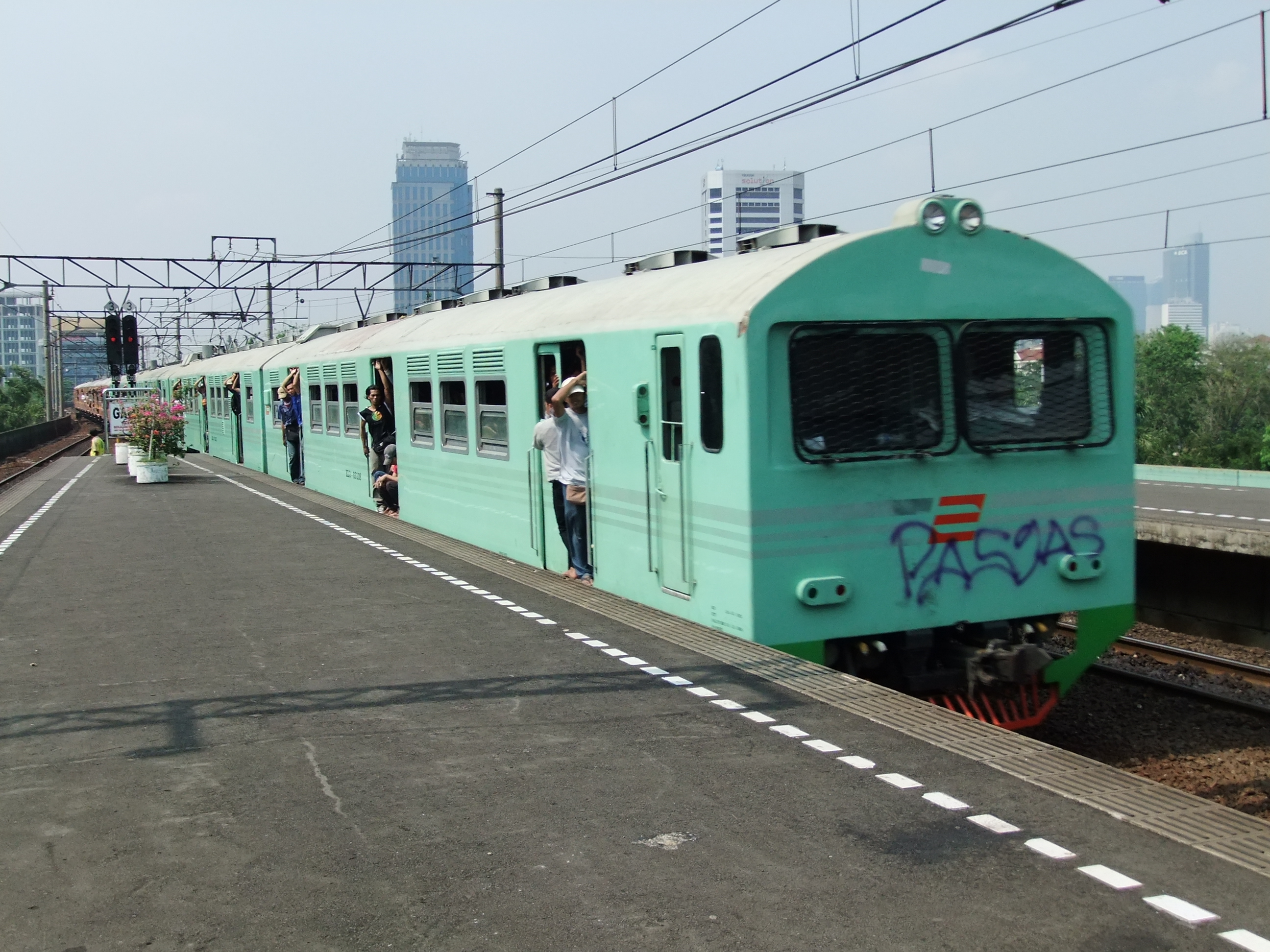
1978年以降製造された車両は乗降扉が3箇所に増設された （前面2枚窓改造後）

### KL3-86/87形
1986年から1987年にかけ2次に渡って製造された車両はそれまでの鋼製車体からオールステンレス車体に改められ、前面デザインも「く」の字形の流線形となりイメージアップが図られている。車内の座席配置も多数の乗客を輸送すると言う観点から先頭車（Tc）はロングシートに改められ、運転台側には大型荷物棚が設置されている。一方で台車や電気機器、制御装置などはKL3-76/78/83/84形と同一構造であり編成同士の連結運転も可能である。
また、それまでの車両は全ての部品が日本製であり製造も日本国内で行われていたが、KL3-86/87形以降はインドネシアにおける鉄道車両製造技術の向上のため車内など各所にインドネシア国産部品が用いられている他、車両についても未完成の状態で輸出された後現地で部品を組み合わせ完成させると言う方法に変更されている。それに伴い、KL3-76/78/83/84形の座席に採用されていたクッションが廃止されベニヤ板を用いたものに変更されている。
車内は鋼製車両同様非冷房だが、1992年頃にKL3-86形の一部編成の制御（Tc）車に対して一時的に冷房装置が搭載され、同時に座席も制御（Tc）車は回転クロス式に、電動（M1, M2）車は転換クロス式のものへ交換され、ジャカルタ・コタ＝ボゴール間の急行列車「パクアン・エクスプレス（Pakuan ekspres、Pakuanはボゴールの古称）」に使用されていた。

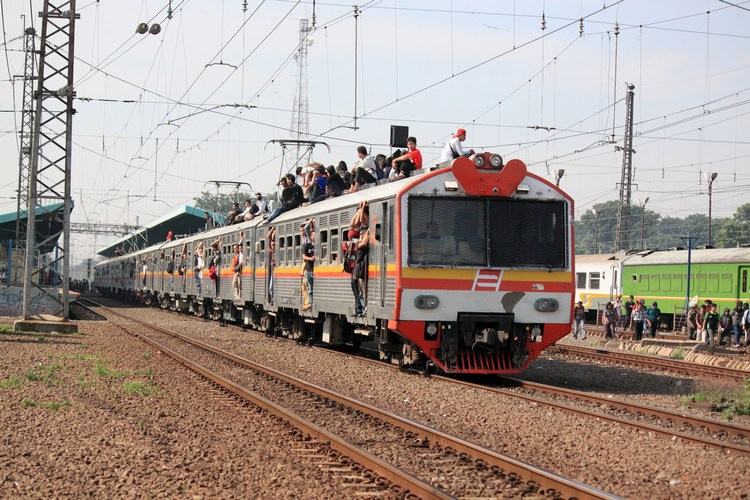
前面が白く塗られた末期の塗装

## 運用
1976年以降6次に渡って導入された一連の"Rheostatics"電車はジャカルタ都市圏の通勤・近郊列車として活躍し、使用路線の運営権がインドネシア鉄道公社を経て民営企業に移管して以降も主力として用いられた。1992年以降に導入された電車は制御方式がVVVFインバータ制御に変更されたが多くの車両で故障が相次いだ事や、それらの車両と比べ修理用の部品調達が容易であった事がその理由である。
2009年以降は一部の鋼製車両に更新工事が行われ、4両編成から6両編成への変更、電源装置の静止形インバータへの交換、流線形の前面など各種改造が実施された。これらの編成には"Djoko Lelono"、"Marcopolo"の愛称が付けられた。
2000年に無償譲渡された都営6000形電車を始めとした冷房車が導入された以降はすべての車両がエコノミークラス(Ekonomi)として運行していたが、末期は乗降扉を開け放したまま走行し、運賃の安さから混雑時には車両側面や屋根の上にまで乗客が溢れるという安全性や快適性に難がある状態となっていた。そして2013年7月にコミューターラインの運賃体系変更により全列車が冷房完備になった事で、同年の7月24日をもって他の非冷房編成と共に営業運転から引退した。

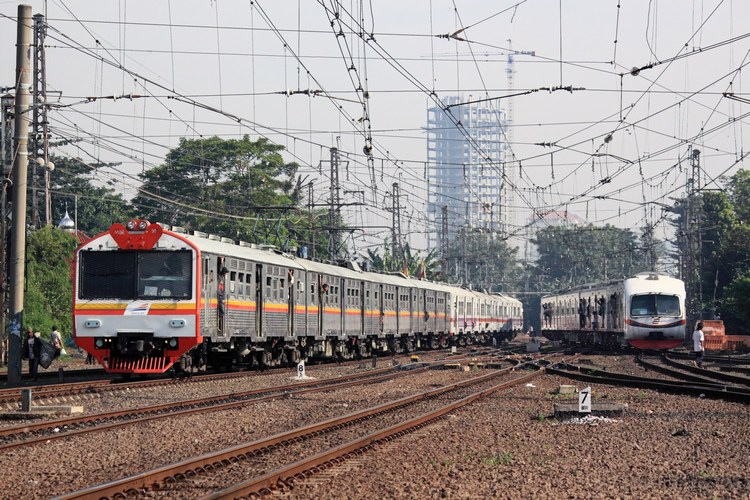
鋼製車両とステンレス車両による連結運転
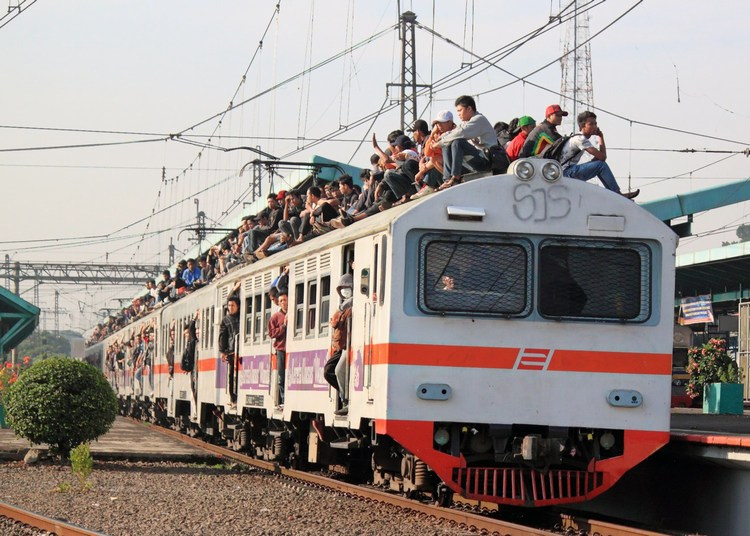
運用末期のKL3形"Rheostatics"（鋼製車両） 屋根上まで乗客が溢れていた
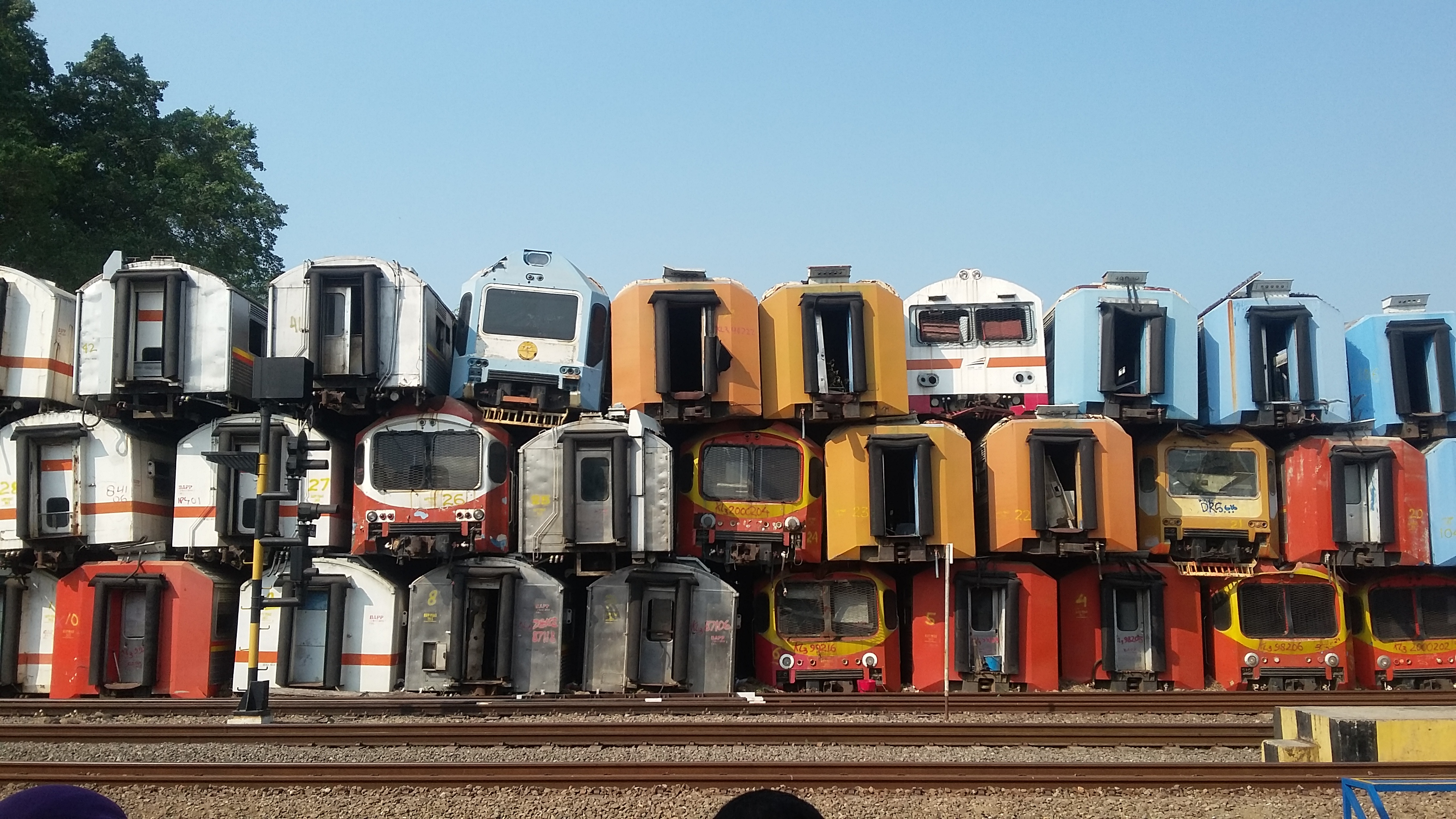
山積みにされた非冷房電車の廃車体 白い車体にオレンジ色の帯が巻かれた車体はKL3形（鋼製車両）である

## 関連形式
- その他のKL3形（VVVFインバータ制御）
  - KL3-92/93形 "ABB-Hyundai" - 1992年から1993年にかけて導入された現代モービス、ABB（電気機器）製の電車[4]。
  - KL3-94/96/97/98/99/2000/2001形 "BN-Holec" - 1994年から2002年にかけて導入された、La Brugeoise et Nivelles SA（英語版）（現：ボンバルディア・トランスポーテーション）、インダストリ・クレタ・アピ（PT.INKA）製の電車[4]。
  - KL3-97形 "Hitachi" - 1997年に導入された、日立製作所およびインダストリ・クレタ・アピ（PT.INKA）製の電車[4]。

- その他
  - ジャカルタ都市高速鉄道 - ジャカルタ市内を走る地下鉄および高架鉄道。車両は"Rheostatic"を手掛けた日本車輌製造によるものである。